# Lompolojärvi (Pajala socken, Norrbotten)
Lompolojärvi är en sjö i Pajala kommun i Norrbotten och ingår i Torneälvens huvudavrinningsområde. Sjön har en area på 0,127 kvadratkilometer och ligger 211,1 meter över havet. Sjön avvattnas av vattendraget Käymäjoki.

## Delavrinningsområde
Lompolojärvi ingår i det delavrinningsområde (749451-180722) som SMHI kallar för Utloppet av Käymäjärvi. Medelhöjden är 233 meter över havet och ytan är 50,02 kvadratkilometer. Det finns inga avrinningsområden uppströms utan avrinningsområdet är högsta punkten. Käymäjoki som avvattnar avrinningsområdet har biflödesordning 2, vilket innebär att vattnet flödar genom totalt 2 vattendrag innan det når havet efter 234 kilometer. Avrinningsområdet består mestadels av skog (36 procent) och sankmarker (57 procent). Avrinningsområdet har 1,57 kvadratkilometer vattenytor vilket ger det en sjöprocent på 3,1 procent.